# رامي يعقوب
رامي يعقوب (بالأحرف اللاتينية Rami Yacoub) (المولود في 17 يناير/كانون الثاني 1975 في السويد) هو منتج موسيقي ومؤلف أغاني سويدي من أصل فلسطيني. تعاون مع المنتج ماكس مارتن بالإضافة إلى مؤلفين ومنتجين آخرين لإطلاق أغاني لـ: بريتني سبيرز، باكستريت بويز، ويستلايف، إن سينك، سيلين ديون، بون جوفي، جون بون جوفي، إنريكيه إغليسياس، نيكي مناج، شاين وارد، بينك، ذا فيرونيكاز،ون دايركشن، روبين، لابرينت وغيرهم الكثير.
بدأ رامي يعقوب حياته الموسيقية وهو في الثالثة عشرة في ستوكهولم في فرقة موسيقيية شبابية. وانتقل إلى الإنتاج وكتابة الأغاني في عمر الـ18. لقاءه مع المنتج ماكس مارتن كان مفصليا نتج عنه أول أغنية جماهيرية لبريتني سبيرز بعنوان Baby One More Time وانطلاقة عالمية لرامي يعقوب. تعاون مع Cheiron Studios وMaratone لمدة طويلة قبل أن ينتقل إلى لوس أنجيليس في الولايات المتحدة ويؤسس Kinglet Studios خاصته.
من أشهر الأغاني التي كتبها:
- أقوى
- أنا لست فتاة، لست امرأة بعد
- أوبس!... فعلتها مرة ثانية (أغنية)

- اقبلك (أغنية ون دايركشن)

- بروكن أروس

- شيء واحد (أغنية)

- ما يجعلك جميلة
- محظوظة
- محمية زيادة عن اللزوم

- نعيش بينما نحن شباب

## جوائزه
- جائزة التوتة الذهبية لأسوأ أغنية، عن أغنية أنا لست فتاة، لست امرأة بعد من فيلم كروس رود عام 2003.[4]

## وصلات خارجية
- رامي يعقوب على موقع IMDb (الإنجليزية)
- رامي يعقوب على موقع ميوزك برينز (الإنجليزية)
- رامي يعقوب على موقع أول ميوزيك (الإنجليزية)
- رامي يعقوب على موقع ديسكوغز (الإنجليزية)
- رامي يعقوب على موقع ديسكوغز (الإنجليزية)

- صفحة رامي يعقوب على موقع متابعي ماكس مارتين نسخة محفوظة 24 ديسمبر 2017 على موقع واي باك مشين.